# Csanád (település)
Csanád község volt Csongrád megyei község 1950-ben jött létre Apátfalva és Magyarcsanád községek egyesítésével, azonban 1954-ben kettévált és ismét önálló községekké alakult.